# 都江厅
都江厅，清朝时设置的厅。
雍正七年（1729年）置，治所在今贵州省三都水族自治县东北都江镇。属都匀府。民国初年，全国废府州厅改县，于1913年改都江县。咸丰五年（1855年），罗光明等反清起义，即此。 